# جام حذفی فوتبال ایتالیا ۰۵–۲۰۰۴
جام حذفی فوتبال ایتالیا ۰۵–۲۰۰۴ پنجاه و هشتمین فصل از رقابت‌های کوپا ایتالیا بود. در پایان این دوره اینتر میلان با نتیجه ۳–۰ آ.اس. رم را شکست داد و برای چهارمین بار قهرمان کوپا ایتالیا شد.